# نيكولاس أ. إم. رودجر
نيكولاس أ. إم. رودجر (بالإنجليزية: Nicholas Rodger)‏ هو كاتب غير روائي وأستاذ جامعي ومؤرخ ومؤرخ عسكري بريطاني، ولد في 12 نوفمبر 1949.